# 船形山站

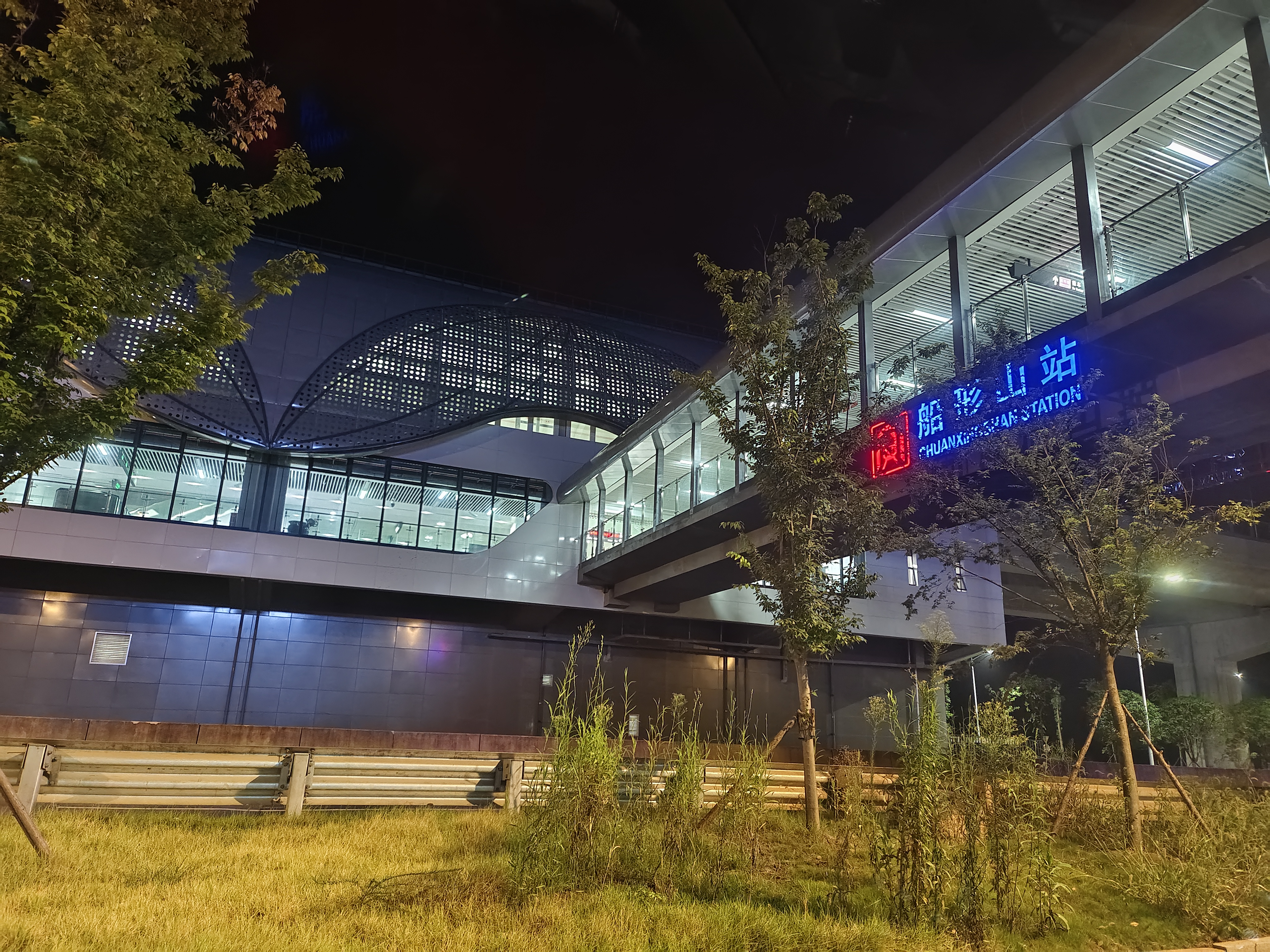
船形山地铁站外景

船形山站是长沙地铁3号线的地铁车站，位于中华人民共和国湖南省湘潭市雨湖区潭州大道西侧，与湘潭理工学院、湖南吉利汽车职业技术学院相邻。该站于2023年6月28日作为原西环线车站开通。
  2024年6月27日，该站被纳入长沙地铁3号线范围。

## 车站出口
船形山站共设4个出口，各出口及周围设施如下所示：
|                          |      |            |                                    |                                          |
| 出口编号                 | 照片 | 无障碍设施 | 地点                               | 可到达目的地                             |
| 出口 · 1L · 扶手电梯标志 |      | 不適用     | 潭州大道（东侧）、船形山路（东侧） | 吉利汽车职业技术学院、船形山地铁站公交站 |
| 出口 · 2L · 升降机标志   |      |            | 潭州大道（东侧）                   | 湖南华研实验室                           |
| 出口 · 3L · 扶手电梯标志 |      | 不適用     | 潭州大道（西侧）                   | 船形山地铁站公交站                       |
| 出口 · 4L · 升降机标志   |      |            | 潭州大道（西侧）                   |                                          |
| 註： 設有                |      |            |                                    |                                          |

## 副站名说明
与“望城坡”的副站名“（汽车西站）”显示在长沙地铁线网中不同，副站名“（湘潭理工学院）”仅在船形山站站内出现，包含站台导视、站台门站名、站台及列车内广播（含英文）等。副站名不在船形山站入口、车内LCD屏幕、长沙地铁线网图以及其他站点内的线路图中显示。
2024年7月，随着西环线并入  长沙地铁3号线，西环线全线车站的站台门及导视系统进行了更新。船形山原副站名“湘潭理工学院”已从站台门上移除。